# Sarcosina ossidasi
La sarcosina ossidasi è un enzima appartenente alla classe delle ossidoreduttasi, che catalizza la seguente reazione:
sarcosina + H2O + O2 ⇄ glicina + formaldeide + H2O2
L'enzima è una flavoproteina (FAD). La flavina è legata in maniera covalente che non, con un rapporto 1:1.